# ARV Almirante García (F-26)
La ARV General García (F-26) es una fragata lanzamisiles clase Lupo que sirve en la Armada Bolivariana desde 1982. Fue adquirida por Venezuela en 1975 y construida entre 1979 y 1982.

## Construcción y características

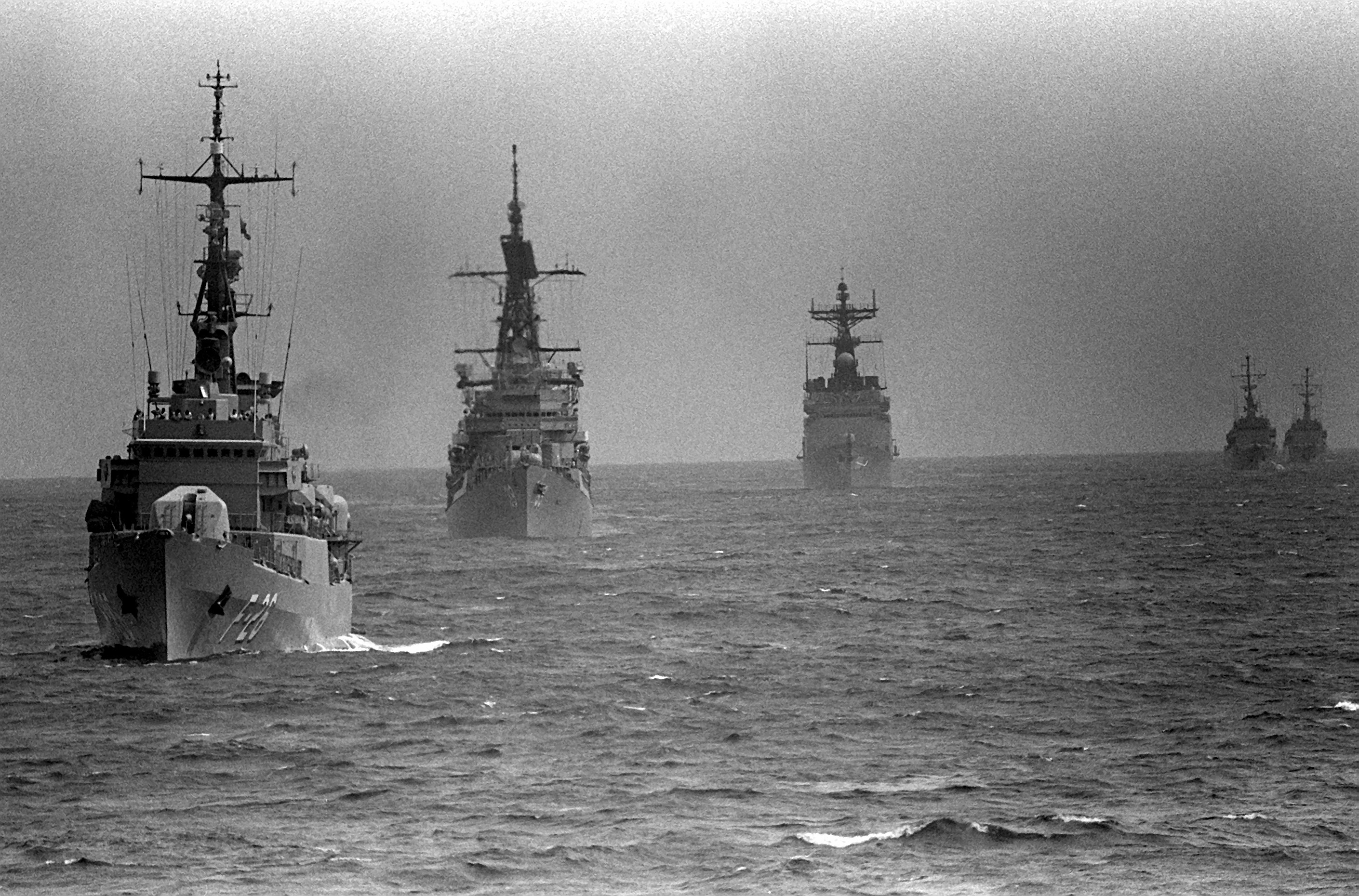
La Almirante García lidera una formación en la Operación Unitas XXV el 3 de julio de 1984.

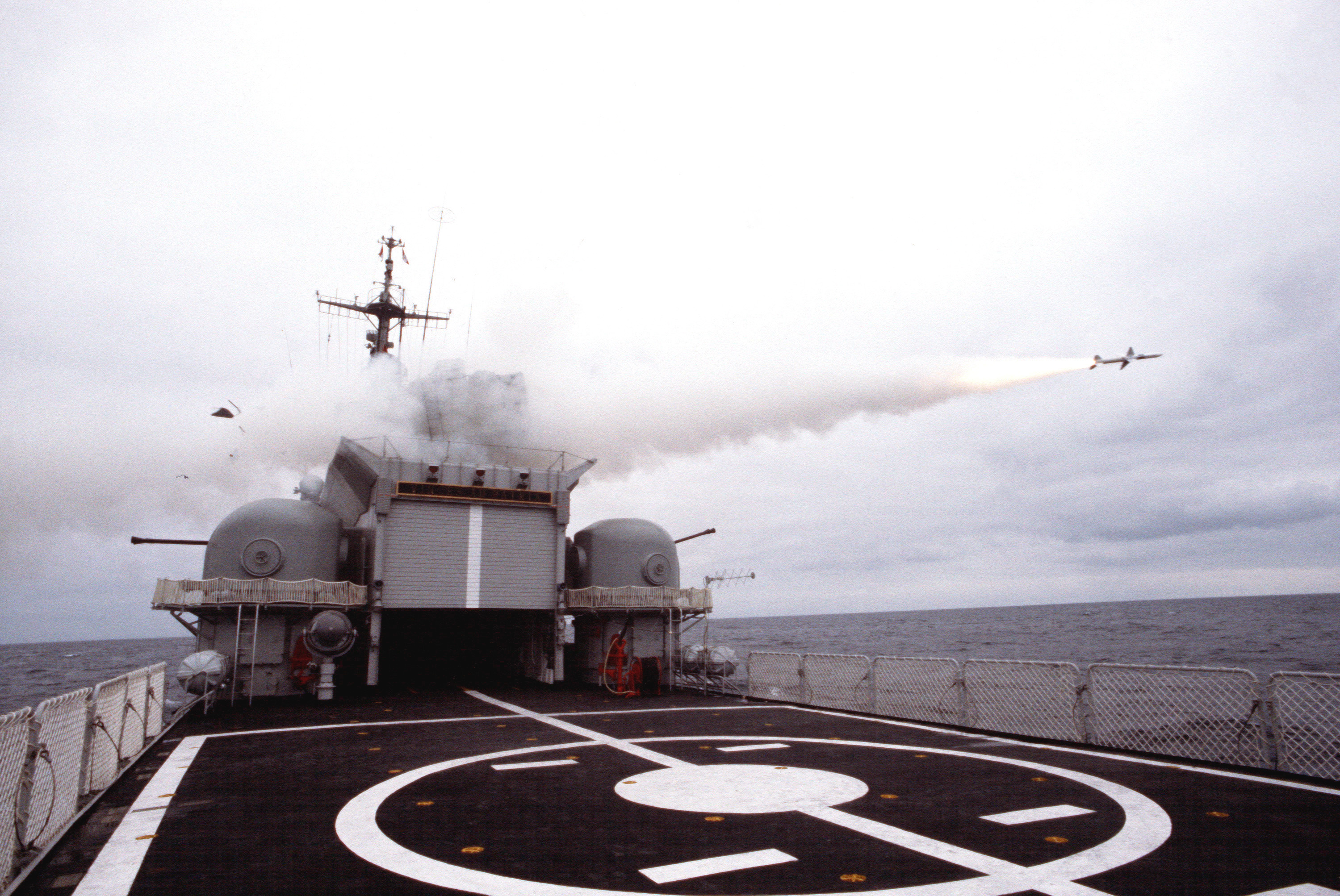
Lanzamiento de un misil Áspide desde la Almirante García.

La fragata General García fue construida por el Cantieri Navali Riuntini, en Riva Trigoso, Italia. La puesta de quilla fue el 21 de agosto de 1979, la botadura el 4 de octubre de 1980 y la entrada al servicio en febrero de 1982. Fue la sexta unidad de la clase Lupo, construida por contrato firmado el 24 de octubre de 1975.
Su desplazamiento con carga estándar es de 2208 t, mientras que a plena carga es de 2500 t. Su eslora mide 113,2 m, su manga 11,3 m y su calado 3,7 m. La nave tiene una propulsión CODAG (combinado diésel y gas) compuesta por dos turbinas de gas Fiat/GEI LM2500 de 34 400 bhp y dos motores diésel GMT A320/20M de 7800 hp. El buque puede desarrollar una velocidad de 35 nudos.
Su armamento consiste en un cañón compacto de calibre 127 mm; cuatro cañones de calibre 40 mm; ocho lanzadores de misiles superficie-superficie Otomat; un lanzador de misiles superficie-aire Aspide de ocho celdas; un lanzacohetes SCLAR; y seis tubos lanzatorpedos para guerra antisubmarina.
El buque tiene un hangar permanente para alojar dos helicópteros.